# Свободненская детская железная дорога
Свободненская детская железная дорога (Малая Забайкальская (Амурская) железная дорога имени Фадеева) — детская железная дорога в городе Свободном в Амурской области России. Является самой длинной детской железной дорогой — её длина составляет 11,6 км.

## История
В 1939 году в Свободном по инициативе школьников и работников Управления Амурской железной дороги было начато строительство первой на Дальнем Востоке детской железной дороги, четырнадцатой по счёту в Советском Союзе. Для постройки узкоколейного пути проектной конторой Амурской железной дороги был составлен технический проект. Согласно проекту, дорога должна была соединить город с пионерским лагерем, в котором ежегодно отдыхает свыше 2000 детей железнодорожников Амурской железной дороги. Протяжённость дороги должна была составить 13,5 км и стать самой большой в стране. По проекту трасса прокладывалась по заболоченной необжитой территории с возведением большого количества искусственных сооружений. Коллектив строителей 4-го отделения Амурлага НКВД письмом от 10 октября 1939 года предложил свой вариант проекта, который частично бы устранил недостатки в проекте, предложенном на заседании технического экспертного совета при начальнике Амурской железной дороги. Этим же техническим советом проект был принят.
Осенью 1939 года началось строительство, которое осуществляла в основном рабочая сила Управления ЖД-строительства ГУЛАГа НКВД с привлечением всей общественности города. Начальником строительства был назначен Семён Петрович Гелерштейн, бывший инструктор политотдела Амурской железной дороги; он же стал и первым начальником Малой Амурской железной дороги. В первые дни начала строительства, совпавшие с началом учебного года, в школах города были проведены общие собрания учащихся, на них был поставлен и обсуждён вопрос о строительстве детской дороги и о подготовке для неё будущих кадров юных железнодорожников. На этих собраниях школьники города Свободного поддерживали строительство дороги и обещали принять в нём участие. В помощь строителям они создали свой инициативный комитет в количестве 12 человек с председателем из учеников старших классов.
Одновременно с созданием инициативного комитета в школах города было организовано 25 технических кружков по изучению железнодорожного дела, в которых стали обучаться свыше 500 детей. Это были первые кадры юных железнодорожников Малой Амурской железной дороги. К концу декабря 1939 года было уже готово около 6 километров земляного полотна и уложено 4 километра пути. Существенную помощь в строительстве Малой Амурской железной дороги оказывали Организации управления Амурской ЖД и узловых станций, а также рабочие-комсомольцы.
4 августа 1940 года первая на Дальнем Востоке детская железная дорога начала работать.
В годы Великой Отечественной войны дорога работала зимой и летом, переправляя грузы от поставщика к большой магистрали и перевозя пассажиров.
1 июня 1951 года, когда в Сосновом Бору у деревни Бардагон была построена последняя станция Пионерская, строительство Малой Амурской успешно завершилось.
31 мая 2021 года детской железной дороге присвоено имя министpа пyтeй cooбщeния России Γeннaдия Фaдeeва, также была открыта пaмятная дocка пo cлyчaю пpисвoeния мaлoй мaгистpaли eгo имeни.

## Обучение
Пойти обучаться могут школьники города Свободного, посёлка Бурея, города Завитинска, посёлка Магдагачи, города Сковородино (школа № 3), посёлков Уруша, Ушумун, Ерофей Павлович (школа № 50 ОАО «РЖД»), городов Шимановска (школа № 2), Белогорска (школа № 5 и № 200).
Приём на обучение осуществляется ежегодно с 1 сентября до 1 октября, также можно записаться на сайте РЖД. Обучение проводится с пятого класса и осуществляется по дополнительным общеразвивающим программам. Полный курс освоения программ составляет 7 лет и предусматривает обучение по двум ступеням: I — ступень — 5-9 класс (1-5 курс); II — ступень — 10-11 класс (6-7 курс).
Обучающиеся в городе Свободном — с октября по май проходят теоретическое обучение на базе Учебного центра. В Учебном центре оборудованы классы для изучения железнодорожных профессий и дисциплин:
- общий курс железных дорог;
- хозяйство движения;
- путевое хозяйство (с действующими макетами обыкновенный одиночный стрелочный перевод, ограждение места производства работ, регулируемый охраняемый железнодорожный переезд);
- вагонное хозяйство;
- охрана труда;
- компьютерный класс (с имитационным тренажером ДСП/ДНЦ, интеллектуальной обучающей системой «Нестандартные ситуации» (ИОС-Д) и автоматизированной обучающей системой для оперативного персонала хозяйства перевозок (АОС-ДМ);
- локомотивное хозяйство (с тренажером машиниста тепловоза ТУ-10)[4].

Обучающиеся из других населённых пунктов Амурской области — с октября по май проходят теоретическое обучение на базе школ по месту жительства, а в период с июня по август приезжают в Свободный.

## Режим работы и расписание поездов
Открытие движения поездов происходит ежегодно 31 мая. Железная дорога работает с июня по август.
Работает со вторника по субботу с 8:00 до 17:00, выходные — воскресенье и понедельник.